# Clypeococcum
Clypeococcum is een geslacht van schimmels uit de familie Polycoccaceae. Het bevat alleen Clypeococcum cladonema.

## Soorten
Volgens Index Fungorum telt het geslacht 10 soorten (peildatum februari 2023):
| Soortnaam                   | Auteur(s)                          | Publicatiejaar |
| --------------------------- | ---------------------------------- | -------------- |
| Clypeococcum amylaceum      | Etayo                              | 2017           |
| Clypeococcum bisporum       | Zhurb.                             | 2009           |
| Clypeococcum cajasense      | Etayo                              | 2017           |
| Clypeococcum cladonema      | (Wedd.) D. Hawksw.                 | 1977           |
| Clypeococcum epicrassum     | (H. Olivier) Hafellner & Nav.-Ros. | 1994           |
| Clypeococcum galloides      | Etayo                              | 2010           |
| Clypeococcum hemiamyloideum | Shivarov                           | 2019           |
| Clypeococcum hypocenomyces  | D. Hawksw.                         | 1980           |
| Clypeococcum lenae          | Zhurb.                             | 2020           |
| Clypeococcum rugosisporum   | Etayo & Zhurb.                     | 2017           |